# پارلی بائر
پارلی بائر (انگلیسی: Parley Baer؛ ‏ ۵ اوت ۱۹۱۴ – ۲۲ نوامبر ۲۰۰۲) بازیگر اهل ایالات متحده آمریکا بود. وی بین سال‌های ۱۹۴۰ تا ۱۹۹۷ میلادی فعالیت می‌کرد.

## گزیده فیلمشناسی
از فیلم‌ها یا برنامه‌های تلویزیونی که وی در آن نقش داشته‌است می‌توان به آثار زیر اشاره کرد.
- دور از همه قایق‌ها
- دود اسلحه
- کوچیکه از تگزاس (۱۹۵۰)
- فت من (فیلم) (۱۹۵۱)
- حد مکانی، آمریکا (۱۹۵۲)
- جیب‌بر خیابان جنوبی (۱۹۵۳)
- آلفرد هیچکاک تقدیم می‌کند (۱۹۵۶)
- دور از همه قایق‌ها (۱۹۵۶)
- عاشقتم لوسی (مجموعه تلویزیونی) (۱۹۵۵–۱۹۵۷)
- شیرهای جوان (فیلم ۱۹۵۸) (۱۹۵۸)
- ماجراهای هاکلبری فین (فیلم ۱۹۶۰) (۱۹۶۰)
- دارای اسلحه - آماده سفر (۱۹۵۹–۱۹۶۲)
- اندی گریفیت شو (۱۹۶۲–۱۹۶۳)
- داستان وقت خواب (فیلم ۱۹۶۴) (۱۹۶۴)
- مریخی محبوب من (۱۹۶۵)
- بونانزا (۱۹۶۱–۱۹۶۶)
- بچه‌ها دنبالم بیاین (۱۹۶۶)
- فراری (مجموعه تلویزیونی) (۱۹۶۴–۱۹۶۷)
- خواب جینی را می‌بینم (۱۹۶۷)
- گومر پایل، یو.اس.ام.سی. (۱۹۶۶–۱۹۶۷)
- کنترپوان (فیلم ۱۹۶۸) (۱۹۶۸)
- آیرونساید (مجموعه تلویزیونی) (۱۹۶۸)
- سرزمین غول‌پیکران (۱۹۶۹)
- ویرجینیایی (۱۹۶۲–۱۹۷۰)
- قمارباز متقلب (۱۹۷۱)
- افسونگر (مجموعه تلویزیونی) (۱۹۶۶–۱۹۷۲)
- خیابان‌های سان‌فرانسیسکو (۱۹۷۶)
- فرشتگان چارلی (مجموعه تلویزیونی) (۱۹۷۸–۱۹۷۹)
- رونوشت کاربنی (فیلم) (۱۹۸۱)
- دختران زرین (۱۹۸۷)
- گواهی‌نامه رانندگی (۱۹۸۸)
- دیو (فیلم ۱۹۹۳) (۱۹۹۳)